# Apolodoto II

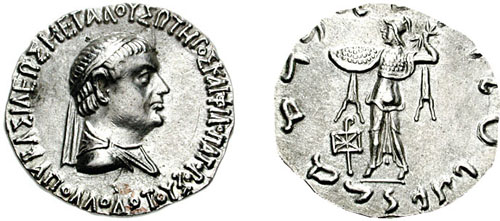
Moneda de Apolodoto II

Apolodoto II (griego: Ἀπολλόδοτος Β΄), fue un rey indogriego que gobernó en las partes occidentales y orientales de Punyab. Bopearachchi le data en c. 80–65 a. C., y R. C. Sénior en c. 85–65 a. C. Apolodoto II fue un gobernante importante, que parece haber restablecido el reino indogriego hasta cierto punto de su gloria anterior. Taxila, en Punjab occidental fue reconquistada del gobierno nómada indoescita, y según Bopearachchi, el territorio oriental fue recuperado de los reinos indios.

## Gobierno
Apolodoto II parece haber sido miembro de la dinastía de Menandro I, ya que utilizó su deidad típica Atenea Alcidemo sobre la mayoría de sus monedas de plata, y también el título de Menandro, Soter (griego: Σωτήρ, «el Salvador»), en todas sus monedas. En algunas, también se llama Philopator (griego: Φιλοπάτωρ, «el que ama al padre»), lo cual prueba que su padre había sido rey antes que él. R. C. Sénior supone que este podría haber sido Amintas o Epandro.
El reinado de Apolodoto posiblemente empezó en el Punjab, cuando el rey escita Maues gobernaba en Gandhara y en su capital, Taxila. Lo que pasó probablemente es que Apolodoto II tomó Taxila después de la muerte de Maues, aunque no se sabe si derrotó a Maues o a sus descendientes, o si era aliado o estaba relacionado con la dinastía de Maues. Los últimos indogriegos pueden haber estado bastante mezclados con indios y escitas. R C Sénior sugiere que Apolodoto había establecido una alianza con otro rey escita, Azes I.
El control escita de Gandhara se aflojó después de la muerte de Maues, y reyes insignificantes de origen mixto o incierto, como Artemidoro, el hijo de Maues, Telefo, y quizás Menandro II emergieron en el área. Estos reyes no representaban ninguna amenaza para Apolodoto II, que en algunas de sus monedas puso el título de Basileus Megas (griego: Βασιλεὺς Μέγας, «Gran Rey»), un eco del jactancioso título de Maues "Gran Rey de Reyes".
Después de la muerte de Apolodoto II, el reino indogriego se fragmentó una vez más.

## Monedas
Apolodoto II emitió un gran número de monedas. Monedas de plata con el anverso de su retrato con diadema, y el reverso de Atenea Alcidemo, y también una moneda única con el reverso de un rey, posiblemente Alejandro Magno, sentando en un caballo con cuernos, similar al Bucéfalo de Alejandro, y manteniendo su mano en un gesto de bendición. También acuñó bronces con Apolo/trípode, un tipo introducido por su tocayo Apolodoto I.

## Sobreacuñaciones
Apolodoto II sobreacuñó un bronce de Maues, mientras que Zoilo II reacuñó algunas monedas de Apolodoto II, como hizo Azes I.